# Phyllosticta cordylinophila
Phyllosticta cordylinophila är en svampart som beskrevs av P.A. Young 1925. Phyllosticta cordylinophila ingår i släktet Phyllosticta och familjen Botryosphaeriaceae.   Inga underarter finns listade i Catalogue of Life.